# SKET DANCE
《SKET DANCE》是由篠原健太所創作的校園喜劇題材日本漫畫，於《週刊少年Jump》（集英社）於2007年33號開始連載。本作的單行本、廣播劇CD與輕小說都已在日本發售。2010年1月21日，本作獲得第55屆小學館漫畫賞少年向部門賞。
2011年4月7日，電視動畫版於東京電視台開始播放；在台灣Animax於2012年9月20日開始每週一到週五19:30首播，於2012年11月29日播放至第一季結束，共五十一集；香港Animax自2013年6月5日開始每週一到週五晚上10時播放動畫版第二季；台灣Animax則自2013年7月13日開始至2013年8月7日每週一到週五晚上8點半播放動畫版第二季動畫（第五十二集至七十七集）。

## 設計
以幫助別人解決問題為目標的學生社團「SKET團」為中心，是一套以「基本搞笑但時而認真」為宗旨的喜劇漫畫。每回SKET團都會接受委託解決種種不同的困難，並且摻雜解謎、動作、搞笑與感動等元素。時間設定於2009年的晩夏（單行本第1卷）至初冬（單行本第18卷）為止。
本作惡搞《週刊少年Jump》連載的其他漫畫，還惡搞藝人及知名人士等。本作於連載前亦刊登過同名的試作版，於《赤丸Jump》2006年冬季號及《週刊少年Jump》2006年39號刊載。

## 故事大綱
私立開盟學園「學園生活支援社」，通稱「SKET團」，以幫助學生適應學園生活、解決委託人的煩惱為宗旨，雖然有著很漂亮的口號，但實際上只是大家口中的雜傭團。不論是尋找失物、打掃清潔，SKET團都是最好的幫手。
SKET團由無所事事的團長藤崎佑助（Bossun）、曾經是不良少女的鬼塚一愛（姬子）以及情報高手笛吹和義（Switch）組成。每回都會接受不同的委託，並且因而接觸幫助了更多人，故事就此展開下去。
因為故事和JUMP上的《銀魂》相近，而作者篠原健太曾擔任空知英秋（《銀魂》作者）的助手，常被戲稱為「校園版《銀魂》」。《銀魂》動畫第26集，神樂稱其為"劣質版的《銀魂》"。

### 長篇
原則上故事多為1話完結的短篇故事，但有時也會有連載超過3話的情況。
話劇對決篇
單行本第二集（10~12話）
Sket團和學生會（話劇社）的對決。
不能看的DVD篇
單行本第二集（15~17話）
八木所遺落的DVD是不能看的？帶有推理風格的故事。
GVB篇
單行本三集到四集（25~35話）
Sket團和學生會的對決。真人參加用手機遊戲為題材的比賽，比賽分為前鋒、次鋒、中鋒、副將和大將五回合戰。
SWITCH OFF
單行本第五集（連接回41話，42~44話）
Switch的過去前篇。揭露了Switch之所以不說話的原因。
開盟搖滾祭篇
單行本第六集（49~51話）
Sket團為了激勵猶豫出國留學的同學，組樂團的故事。
OGRESS
單行本第七集（連接回56話，57~62話）
姬子的過去篇。揭露姬子過去被稱為不良少女「鬼姬」的過去。
玻璃男篇
單行本第八集（69~71話）
Sket團尋找打破玻璃的犯人，卻……？帶有推理風格的故事。
Happy Birthday
單行本第十集（連接回81話，82~86話）
Bossun過去篇。揭露Bossun樂心助人的原因和身世。
Happy Rebirthday
單行本第十集（87~90話）
時間回到現在，在Bossun生日兼校慶時，又有更大的秘密揭露？
電子情書
單行本第十三集（110~112話）
Bossun透過振藏交了電子筆友，約出來見面，沒想到對方竟然是……
椿與淺雛
單行本第十三到十四集（116~119話）
Daisy被不良少年糾纏，知道這件事的椿會如何？
畢業旅行狂詩曲
單行本十五到十六集（132~138話）
Bossun和姬子交換身體？這個旅行會有怎麼樣的發展？
trouble travel
單行本二十六集（227~232話）
黃金周到了，姬子的朋友小堇邀請姬子到大阪旅行，到底在大阪會發生甚麼事呢?
Switch ON
單行本二十八集（241~251話）
Switch過去後篇。揭露Switch加入Sket團的原因及Sket團成立的經過。
Last Dance
〔280~285話〕
Sket團最後的工作！開盟學園遇上最大的危機，到底Sket團怎樣解決？

### 番外篇
番外篇-傷心邂逅
收錄於第三集。使用浪漫的漫畫以作中作的方式呈現的故事。
番外篇-正義俠盜團 準之章
收錄於第三集。舞台來到江戶時代的忍者風故事。
番外篇-BlSCUIT DANCE~大家都是好朋友之卷
收錄於第四集。主角們變成幼童的四格漫畫。
番外篇-偶戲DANCE
收錄於第五集。主角們變成布偶戲的四格漫畫。
番外篇-渡假DANCE
收錄於第五集。女性角色穿泳衣在沙灘玩文字接龍的故事。
番外篇-ROCKET DANCE 遭遇
收錄於第六集。舞台來到宇宙的科幻風故事。
番外篇-SILENT DANCE 人情巧克力好難送之卷
收錄於第七集。描述姬子送巧克力給Bossun的故事。
番外篇-BlSCUIT DANCE 最喜歡老師了之卷
收錄於第八集。糟糕澤變成幼稚園老師的故事。
番外篇-「兩人好緊張」 夏日熱炎炎 心卻冷冰冰之卷
收錄於第九集。作中作的草稿。
番外篇-BISCUIT DANCE 開心的遊藝會之卷
收錄於第15集。以極短篇形式呈現。
番外篇-QUEST DANCE 旅程的開始
收錄於第17集。主角們在RPG世界中組團準備討伐魔王。
番外篇-ROBOT DANCE
收錄於第22集。舞台來到機械工學發達的太空城市。

## 設定
舔舔棒棒糖
故事中姬子愛吃的棒棒糖。經常會出售一些奇特的口味（例如「魚腸口味」、「魚精巢橘子醋口味」、「生肝口味」、「雞肝串燒口味」等），吃下去會讓人瞬間嘔吐。但是吃久了之後會讓人有種上癮的感覺。棒棒糖的包裝紙就是一張抽獎籤。中獎者可得到吉祥物「舔舔人偶」，但中獎率極低。除了姬子，隊長亦有吃此種棒棒糖（為了讓她弟弟能夠抽到舔舔人偶）。
戰神幼稚園
原本是糟糕澤的哥哥所屬的劇團要表演的地方，但因為發生意外事故，所以才委託SKET團去表演，最後演變成SKET團與學生會的話劇對決。
當中一位幼稚園老師在SKET團表演布偶劇時看上了百香的聲音，並推薦給其動畫製作人的哥哥，成了她聲優出道的契機。
兩人好緊張！
惡搞光之美少女。兒童向的美少女動畫。主角為婚前憂鬱女（聲優：冰上恭子）和妊娠憂鬱女（聲優：今井由香）兩人。兩人憂鬱地說完獨白後，合力打倒敵人的英雄式動畫片。
蜘蛛會
開盟學園的三年級生草部直幸所秘密開設的團體（其實也只有三個人），專門抓住女性的弱點，加以猥褻。
學生會的榛葉到其作臥底後，惡行得以揭發。
傑奈西斯
據說是黃老師教的KUSO遊戲之一。山野邊老師請求SKET團幫他成立傑奈西斯社。
穿蛙鞋，用奇怪的網子接排球，以七分為間距的奇怪遊戲。
SKET團三人和老師向椿展示了比賽成果，但因校規不許學生有兩個社團，因此三人反而要努力拉人加入傑奈西斯社。
後來SKET團和隊長代表日本參加傑奈西斯世界大賽，並在隊長的活躍下成為世界冠軍。
海柏利昂棋
據說是黃老師教的KUSO遊戲之二。山野邊老師請求SKET團和他組隊參加世界大賽。
和將棋相似，只要主將被吃掉就算輸。棋子的樣式非常奇怪（如戰士型「咚咚咚咚咚」（聲優：小山力也）及其妻女（聲優：久川綾）、OL型（聲優：松來未祐）、卡牌型「抹茶紅豆奇娜」（聲優：工藤晴香）及男孩型（聲優：折笠愛）等）。
只有男性才會玩得很入迷，女性會覺得很無聊，且很快就會興趣全失。
SKET團抵達比賽現場後，發現到的人只有黃老師的兩個孫子（聲優：奈良徹、矢部雅史），使得眾男性熱情退減而離去。
SPECIAL MARIKO BROKEN
據說是黃老師教的KUSO遊戲之三。山野邊老師請求Switch修理專用主機（也是KUSO主機），順便請SKET團破解其遊戲。
通稱「毀壞了的特別真理子」，遊戲內容惡搞馬利歐。有A到U的按鈕，沒往下的方向鍵，並且讓真理子在遊戲中升職與跳槽，藉以有能力與最終BOSS社長戰鬥。
後來Bossun發現要打倒最終Boss，要和真理子（聲優：小島惠）的妹妹路其安娜（聲優：後藤邑子）對話，才能發動合體技。
姊妹最後合體打倒最終Boss（聲優：若本規夫），但已玩超過4小時，導致主機過熱而毀壞。
BINEY'S MUTE AMP
惡搞比利戰鬥營。Switch推薦給姬子的減肥DVD，內容完全不予剪輯，顯得異常荒誕，譬如不經彩排，便以說話含糊、身形孱弱的日本男性比尼（聲優：坂口候一）為主角，發覺他不適後，才中途替換為健碩的黑人男性安德烈（聲優：小杉十郎太），其健身動作加上趣味的聯想，十分引人發噱。其中一位白人女性喬安娜（聲優：中司優花）亦為傑奈西斯選手。
花囉啃
據說是黃老師教的KUSO遊戲之四，類似歌留多的紙牌遊戲，術語全來自德語。玩家始先戴上假鬍子伯特，並彼此讚美15秒後，一邊聽著「六・三・四・五・四・五」的詠調，一邊找尋符合歌詞意境的牌，若正確則詠唱者會以「JA」示意。
一旦沉迷而使出手愈快，便可能練成絕技「火陀螺」，最終Bossun練得此技，卻燒毀了部室。

## 讀切版本
《赤丸JUMP》及《週刊少年JUMP》本誌掲載時均為同樣的標題。
為了相當於連載版的原型，以BOSSUN和SWITCH的本名為首，但在設定上與連載版有部分差異。

### 赤丸JUMP版
中間彩頁的45頁短篇。中堅作家以中堅作家的身分取得多次『赤丸JUMP』的彩頁，初次亮相後，做為新人的他以第二部作品破例被刊載出來。
劇情簡介：為了幫助人們而設立的「SKET團」。但是卻少有委託人，團員BOSSUN、姬子、SWITCH三人過著沒事做的日子。某天來了一位名叫紺野美森的委託人，事件就此開始。
與連載版的差異
- BOSSUN與SWITCH的本名與連載板有差異。
  - BOSSUN：遊馬游翼
  - SWITCH：笛吹一義（與讀切版相同）
  - 姬子：鬼塚一愛
    - 日文中，姬子的日文寫法略有不同，（姬子的日文寫法是ヒメコ，在短篇則寫做「ヒメ子」，但發音相同）。
- 制服的設計多少有相不同。
- BOSSUN、SWITCH和姬子的班級不同（BOSSUN&SWITCH：2年B班、姬子：2年D班）。
- 不被認同是正式的社團。
- 社辦的內部擺設有所不同（接客的地方比較大、沒有坐墊的空間）。
- 英字標記SKET的正式名稱是「Support Kindness Encouragement Team」。

登場人物（SKET團的三個主要角色省略。）
紺野美森/Mimorin
2年C班，《赤丸JUMP》短篇中的委託人。
資產家的千金。對於委託用了相當多的錢，對金錢感覺遲鈍。對西尾抱持著憧憬的態度。
西尾直樹
2年A班。寫真社的社長，獲得多名獎項。在女生間的人氣相當高。
尾呂地卓巳/Orochi
3年C班。經常對校內不論男女性，對他們用數位相機進行半裸體拍攝，並用其影像做出威脅的動作。
問過姬子是否要加入他，但被拒絕。

### 本誌版
共47頁。這年以「3號連續新人讀切」代替企畫「金未來杯」，為連續短篇的第一彈揭載。
劇情簡介：在每天過著沒事幹的日子的SKET團，某天委託人山中一郎登場。
與連載版的差異
- SKET團3人為一年級生。
- SWITCH以外的人所屬的班級、三人本名皆未登場。

登場人物（SKET團的三位主角省略。）
山中一郎
SKET團的委託人，1年E班。岸田中出身。通稱Ikun。性格的真面目相當內向。
渡邊菜三子
1年B班。岸田中出身，一郎的青梅竹馬。
因為被志賀掌握弱點的關係，所以某天突然開始迴避一郎。
志賀秀徳
與一郎、奈三子同為岸田中出身的不良少年。由於很有錢，因此周邊總是圍著許多人。
掌握菜三子的弱點，以「新的男朋友」單方面稱呼他。BOSSUN以「眼鏡黨」稱呼他，SWITCH以「黨男」（略稱）稱呼他。

## 出版書籍

### 單行本
每一話結尾都有Self Liner Note（即作者解說）及書未亦收錄人物創作秘話。順便一提日文版第一冊的第一次印刷版及香港中文版，書未的人物創作秘話中Bossun的本名「藤崎佑助」錯寫成「祐助」。日文版於第二次印刷後已修正，而Self Liner Note亦有修改，令讀者更容易閱讀。
從單行本第三集開始在書末設有「社室TALK」單元以提供讀者發問。
| 卷數 | 標題                            | 集英社                               | 東立出版社                            | 文化傳信                              |
| ---- | ------------------------------- | ------------------------------------ | ------------------------------------- | ------------------------------------- |
| 1    | 油漆面具人 （ペンキ仮面）                 | 2007年11月2日 ISBN 978-4-08-874463-6 | 2009年10月21日 ISBN 978-986-10-4387-6 | 2009年12月24日 ISBN 978-988-8008-41-4 |
| 2    | 夏之櫻 （夏の桜）                     | 2008年1月4日 ISBN 978-4-08-874470-4  | 2009年12月7日 ISBN 978-986-10-4388-3  | 2010年1月28日 ISBN 978-988-8008-73-5  |
| 3    | 好多朋友 （友達がいっぱい）                   | 2008年4月4日 ISBN 978-4-08-874677-7  | 2009年12月28日 ISBN 978-986-10-4437-8 | 2010年3月28日 ISBN 978-988-8024-41-4  |
| 4    | GVB大賽 （ガチンコ・ビバゲー・バトル）                    | 2008年7月4日 ISBN 978-4-08-874544-2  | 2010年4月7日 ISBN 978-986-10-4438-5   | 2010年4月 ISBN 978-988-8049-70-7      |
| 5    | SWITCH OFF （スイッチ・オフ）                 | 2008年10月3日 ISBN 978-4-08-874579-4 | 2010年4月28日 ISBN 978-986-10-4439-2  | 2010年6月18日 ISBN 978-988-8049-95-0  |
| 6    | 開盟搖滾祭 （カイメイ・ロック・フェスティバル）                 | 2009年1月5日 ISBN 978-4-08-874619-7  | 2010年5月27日 ISBN 978-986-10-5172-7  |                                       |
| 7    | OGRESS                          | 2009年3月4日 ISBN 978-4-08-874653-1  | 2010年6月24日 ISBN 978-986-10-5402-5  |                                       |
| 8    | 第一回角色人氣票選結果發表 （第1回キャラクター人気投票結果発表） | 2009年6月4日 ISBN 978-4-08-874681-4  | 2010年7月29日 ISBN 978-986-10-4442-2  |                                       |
| 9    | 害羞女孩 （ハズカシガール）                   | 2009年8月4日 ISBN 978-4-08-874715-6  | 2010年9月1日 ISBN 978-986-10-4443-9   |                                       |
| 10   | Happy Birthday                  | 2009年11月4日 ISBN 978-4-08-874752-1 | 2010年10月1日 ISBN 978-986-10-4828-4  |                                       |
| 11   | 很高興認識了他們 （会えて嬉しい）           | 2010年1月4日 ISBN 978-4-08-874787-3  | 2010年11月8日 ISBN 978-986-10-5171-0  |                                       |
| 12   | 多福糖 （ドロップ）                     | 2010年2月4日 ISBN 978-4-08-874795-8  | 2010年12月7日 ISBN 978-986-10-5536-7  |                                       |
| 13   | 電子情書！ （ユーガッタメール!）                 | 2010年4月2日 ISBN 978-4-08-870035-9  | 2011年1月5日 ISBN 978-986-10-6081-1   | 2012年10月 ISBN 978-988-8194-14-8     |
| 14   | 加油！舔舔棒棒糖姐姐！ （進め!ペロキャンガール）     | 2010年7月2日 ISBN 978-4-08-870074-8  | 2011年5月2日 ISBN 978-986-10-6611-0   | 2012年10月 ISBN 978-988-8194-15-5     |
| 15   | BISCUIT DANCE （ビスケット・ダンス）              | 2010年9月3日 ISBN 978-4-08-870103-5  | 2011年6月29日 ISBN 978-986-10-6476-5  | 2015年1月28日                         |
| 16   | 修學旅行狂想曲 （）             | 2010年12月3日 ISBN 978-4-08-870148-6 | 2011年12月1日 ISBN 978-986-10-7044-5  | 2015年1月28日 ISBN 978-988-8318-39-1  |
| 17   |                                 | 2011年2月4日 ISBN 978-4-08-870177-6  | 2012年3月9日 ISBN 978-986-10-7462-7   |                                       |
| 18   | 燃燒吧，花囉啃！ （燃えろファルケン!）           | 2011年4月4日 ISBN 978-4-08-870209-4  | 2012年4月16日 ISBN 978-986-10-7826-7  |                                       |
| 19   | Lovely Bunny Girl （ラブリーバニーガール）          | 2011年7月4日 ISBN 978-4-08-870235-3  | 2012年5月17日 ISBN 978-986-10-8400-8  |                                       |
| 20   |                                 | 2011年9月2日 ISBN 978-4-08-870284-1  | 2012年7月11日 ISBN 978-986-10-8863-1  |                                       |
| 21   | 情人節・危機 （バレンタイン・クライシス）               | 2011年11月4日 ISBN 978-4-08-870304-6 | 2012年9月20日 ISBN 978-986-10-9169-3  |                                       |
| 22   | 人偶玩具上色大作戰！ （フィギュア・ドール・ペインティング!）       | 2012年2月3日 ISBN 978-4-08-870369-5  | 2013年1月22日 ISBN 978-986-10-9686-5  |                                       |
| 23   | 畢業典禮致辭 （オクルコトバ）               | 2012年3月2日 ISBN 978-4-08-870401-2  | 2013年3月26日 ISBN 978-986-10-9957-6  |                                       |
| 24   |                                 | 2012年4月4日 ISBN 978-4-08-870429-6  | 2013年6月6日 ISBN 978-986-10-9958-3   |                                       |
| 25   | 隱形保鏢 （ステルス・ボディーガード）                   | 2012年7月4日 ISBN 978-4-08-870463-0  | 2013年7月31日 ISBN 978-986-317-752-4  |                                       |
| 26   | Trouble Travel （トラブル・トラベル）             | 2012年9月4日 ISBN 978-4-08-870497-5  | 2013年12月4日 ISBN 978-986-324-168-3  |                                       |
| 27   | 房間與下流與我 （部屋とワイセツと私）             | 2012年11月2日 ISBN 978-4-08-870533-0 | 2014年1月22日 ISBN 978-986-324-624-3  |                                       |
| 28   | SWITCH ON （スイッチ・オン）                  | 2012年12月4日 ISBN 978-4-08-870599-6 | 2014年3月4日 ISBN 978-986-324-967-2   |                                       |
| 29   | BIRDMAN （バードマン）                    | 2013年2月4日 ISBN 978-4-08-870629-0  | 2014年5月19日 ISBN 978-986-332-387-7  |                                       |
| 30   | 夏日祭典Graffiti （夏祭りグラフィティ）           | 2013年4月4日 ISBN 978-4-08-870684-9  | 2014年11月4日 ISBN 978-986-332-676-2  |                                       |
| 31   | Inherit the Twin Stars          | 2013年6月4日 ISBN 978-4-08-870764-8  | 2015年1月8日 ISBN 978-986-337-496-1   |                                       |
| 32   | LAST DANCE （ラストダンス）                 | 2013年8月2日 ISBN 978-4-08-870783-9  | 2015年4月23日 ISBN 978-986-337-497-8  |                                       |

- 『SKET DANCE 公式ファンブック 開盟学園生徒手帳』2011年9月2日、ISBN 978-4-08-870352-7

### 輕小説
1. SKET DANCE extra dance 1 真說!!學園七不思議（作者:平林佐和子） 2009年11月4日發售[1]、ISBN 978-4-08-703211-6
2. SKET DANCE extra dance 2 學生會事件簿〜クック・シェル事件〜（作者:平林佐和子） 2010年7月2日發售[2]、ISBN 978-4-08-703225-3

## 衍生作品

### 廣播劇CD
1. 廣播劇CD『SKET DANCE』 2009年10月30日、ISBN 978-4-08-901169-0
2. 廣播劇CD2『SKET DANCE』 2010年4月28日、ISBN 978-4089011713

### VOMIC
Jump専門情報節目「Sakiyomi Jum-Bang！」2009年11月中播放，各3分、全4話。12月上載於集英社Voice Comic Station Site「VOMIC」放送。
話數一覽
| 話數 | 標題                            | 中文標題                      | 原作              | TV放送日                      | VOMIC公開日    |
| ---- | ------------------------------- | ----------------------------- | ----------------- | ----------------------------- | -------------- |
| 1    | クラブルームで髪を切る100の方法 | 在社團教室裡剪頭髮的100種方法 | 第46話（第6卷）   | 2009年11月6日 2009年11月13日  | 2009年12月？日 |
| 2    | バッド・サイエンティスト        | Bad Scientist                 | 第63話（第8卷）   | 2009年11月20日 2009年11月27日 | 2009年12月？日 |
| 3    | フードファイター・キャプテン    | 大胃王戰士‧隊長               | 第75話（第9卷）   | （TV未放送）                  | 2009年12月？日 |
| 4    | それが男のヒュペリオン          | 這就是男人的海柏利昂棋！      | 第54話（第7卷）   | （TV未放送）                  | 2009年12月？日 |
| 5    | 合コンでツッコんで              | 要聯誼也要吐槽                | 第66話（第8卷）   | 2010年10月1日                 | 2010年11月5日  |
| 6    | 合コンでツッコんで              | 要聯誼也要吐槽                | 第66話（第8卷）   | 2010年10月8日                 | 2010年11月12日 |
| 7    | しばらく観させてもらいます      | 社團參觀                      | 第101話（第12卷） | 2010年10月15日                | 2010年11月19日 |
| 8    | しばらく観させてもらいます      | 社團參觀                      | 第101話（第12卷） | 2010年10月22日 2010年10月29日 | 2010年11月26日 |

### 電視動畫
2011年4月7日下午6點於東京電視台播放。

#### 製作人員
- 系列構成：豬爪慎一
- 角色設定：中武學
- 監督：川口敬一郎
- 音樂：鳴瀬シュウヘイ（日语：鳴瀬シュウヘイ）
- 動畫製作：龍之子Production

#### 主題歌
片頭曲
1. 「太遜了I love you!（カッコ悪い I love you!）」(avex entertainment)（第2話 - 第17話）
歌 - French Kiss（フレンチ・キス）  作詞：秋元康  作曲 - 黑須克彦  編曲 - 五十嵐“IGAO”淳一
第1、51話作片尾曲使用。
2. 「道」(avex entertainment)（第18話 - 第26話）
歌 - The Sketchbook  作詞 - Rock the Tiger  作曲、編曲 - tatsuo
第17話作插入曲使用。
3. 「Graffiti」（第27話 - 第39話）
歌 - GACKT  作詞 - 藤林聖子  作曲、編曲 - Ryo
4. 「Message」（第40話 - 第46話、第48話 - 第51話）
歌 - The Sketchbook  作詞 - 多田宏  作曲、編曲 - tatsuo
第47話作片尾曲使用。
5. 「Reboot」（第53話 - 第63話）
歌 - everset  作詞 - Rock the tiger / 緋村剛  作曲、編曲 - tatsuo
6. 「Clear」（第65話 - 第76話）
歌 - The Sketchbook  作詞 - 多田宏  作曲、編曲 - tatsuo

片尾曲
1. 「Comic Sonic」(avex trax)（第2話 - 第16話）
歌、編曲 - the pillows  作詞、作曲 - 山中さわお
2. 「Funny Bunny（Rock Stock Version）」（第17話）
歌 - the pillows 作詞、作曲 - 山中さわお 編曲 - the pillows
3. 「クローバー」(avex entertainment)（第18話 - 第24話、第26話）
歌 - The Sketchbook  作詞 - Rock the Tiger  作曲、編曲 - tatsuo
4. 「キヲク」（第25話）
歌 - The Sketchbook  作詞 - Rock the Tiger  作曲、編曲 - tatsuo
5. 「Milk和Chocolate（ミルクとチョコレート）」（第27話 - 第36話、第38話 - 第39話）
歌 - ChocoLe  作詞 - 藤林聖子  作曲、編曲 - 酒井陽一
6. 「HERO」（第37話）
歌 - The Sketchbook  作詞 - 多田宏  作曲、編曲 - tatsuo
7. 「パーリー!ハレルヤ!」（第40話 - 第46話、第49話 - 第50話）
歌 - SKET ROCK【藤崎 佑助(CV：吉野裕行)、椿 佐介(CV：下野紘)、笛吹 和義(CV：杉田智和)、安形 惣司郎(CV：關智一)】 作詞 - 酒井陽一、RUCCA  作曲、編曲 - 酒井陽一
8. 「Birthday」（第48話）
歌 - The Sketchbook  作詞 - 多田宏  作曲、編曲 - tatsuo
9. 「Colors」（第52話 - 第61話、第63話）
歌 - The Sketchbook  作詞 - 多田宏  作曲、編曲 - tatsuo
10. 「世界は屋上で見渡せた」（第65話 - 第72話、第74話 - 第75話）
歌 - SKET×Sketch、作詞・作曲 - 山中さわお、編曲 - 酒井陽一
11. 「Startup」（第77話）
歌 - The Sketchbook、作詞 - 多田宏、作曲・編曲 - tatsuo
12. 「REFLECT」（第EX話）
歌 - The Sketchbook、作詞 - 多田宏、作曲 - The Sketchbook、編曲 - The Sketchbook・tatsuo

插入曲
1. 「豪華絢爛ヤバヤバス!（ヤバスver.）」（第16話）
歌 - YABASAWA BOOKS【矢場澤 萌（CV：豐口惠）】 作詞 - Noria 作曲、編曲 - 酒井陽一
2. 「どりぃみんぐ☆らぶ」（第17話）
歌 - ROMAN【早乙女 浪漫（CV：茅野愛衣）】 作詞 - Noria 作曲、編曲 - 鳴瀬シュウヘイ
3. 「Aegis ～君を守る盾～」（第17話）
歌 - ザ・生徒会バンド【榛葉 道流（CV：野島健兒）】 作詞 - Rock the tiger 作曲、編曲 - AYANO
4. 「生きとし生けるすべてに告ぐ」（第17話）
歌 - JardiN【伊達 聖士（CV：GACKT）】 作詞 - 藤林聖子 作曲、編曲 - Ryo
5. 「Funny Bunny」（第17話）
歌 - The Sketchbook 作詞、作曲 - 山中さわお 編曲 - tatsuo
6. 「道」（第17話）
歌 - The Sketchbook  作詞 - Rock the Tiger  作曲、編曲 - tatsuo
7. 「何スカ?ロンスカ?ロックンロール?!」（第42話）
歌 - 吉備津百香（CV：井上麻里奈）  作詞 - Rock the Tiger  作曲、編曲 -  AYANO
8. 「ますます○○マシュマロ○○☆☆ 」（第56話）
歌 - 吉備津百香（CV：井上麻里奈）  作詞 - 篠原健太  作曲、編曲 -  鳴瀬シュウヘイ
9. 「Traveler」（第64話）
歌 - The Sketchbook  作詞 - 多田宏  作曲、編曲 - tatsuo
10. 「理想郷」（第67話）
歌 - 椿佐介（下野紘）、作詞 - Rock the Tiger、作曲、編曲 - 大場敏朗
11. 「全開!乙女フィルター」（第68話）
歌 - 早乙女浪漫（茅野愛衣）、作詞 - Rock the Tiger、作曲・編曲 - 大場敏朗
12. 「お気になさらずお気持ちです」（第74話）
歌 - 丹生美森（高本惠）、作詞 - Noria、作曲・編曲 -大場敏朗
13. 「明日ガール」（第76話）
歌 - 安形紗綾（花澤香菜）、作詞・作曲・編曲 -依田伸隆
14. 「集中ビュビュビューン!」（第76話）
歌 - 藤崎佑助（吉野裕行）、作詞・作曲・編曲 -鳴瀬シュウヘイ

#### 各話標題
| 話數             | 日文標題（中文標題）                             | 改編自原作          | 電視播放日期  | 腳本              | 分鏡       | 演出              | 作畫監督                                                                    |
| ---------------- | ------------------------------------------------ | ------------------- | ------------- | ----------------- | ---------- | ----------------- | --------------------------------------------------------------------------- |
| 第1話            | （學園的SKET們）                                 | 第1話               | 2011年 4月7日 | 猪爪慎一          | 川口敬一郎 | 川口敬一郎        | 草間英興                                                                    |
| 第2話            | （薄荷糖武士）                                   | 第4話 第2話         | 4月14日       | 猪爪慎一          | 中村憲由   | 中村憲由 小田嶋俊 | 西尾公伯                                                                    |
| 第3話            | （傳說中的鬼姬）                                 | 第5-6話             | 4月21日       | 猪爪慎一          | 佐野隆史   | 柳屋圭宏          | 馬場龍一                                                                    |
| 第4話            | （斜坡上的王子                                   | 第7話 第13話        | 4月28日       | 猪爪慎一          | 川口敬一郎 | 橋口洋介          | 伊藤岳史                                                                    |
| 第5話            | （焚化爐的幽靈）                                 | 第3話 第23話 第10話 | 5月5日        | 猪爪慎一          | 渡邊慎一   | 中島大輔          | 、小野田貴之                                                                |
| 第6話            | （就算鬼姬也會流眼淚）                           | 第10–12話           | 5月12日       | 猪爪慎一          | 中村憲由   | 堤雄一郎          | 落合麻衣子                                                                  |
| 第7話            | （夏之櫻）                                       | 第8–9話             | 5月19日       | 武上純希          | 佐野隆史   | 黑田やすひろ      | 山田勝                                                                      |
| 第8話            | （Nervous與Genesis）                             | 第19–20話           | 5月26日       | 筆安一幸          | 渡邊慎一   | 渡邊慎一          | 貞方希久子                                                                  |
| 第9話            | （圓太會加油的）                                 | 第24話 第14話       | 6月2日        | 筆安一幸          | 中野英明   | 中野英明          | 伊藤岳史                                                                    |
| 第10話           | （不可以看）                                     | 第15–17話           | 6月9日        | 武上純希          | 中村憲由   | 奈須川充          | 奈須川充                                                                    |
| 第11話           | （超認真GVB大賽）                                | 第25–27話           | 6月16日       | 筆安一幸          | 渡邊慎一   | 小林浩輔          | 近藤優次                                                                    |
| 第12話           | （黑幫槍戰以及其他）                             | 第28–31話           | 6月23日       | 武上純希          | 渡邊慎一   | 加藤顯            | 田邊謙司                                                                    |
| 第13話           | （Pixie Garden）                                 | 第32–35話           | 6月30日       | 猪爪慎一          | 渡邊慎一   | ワタナベシンイチ  | 竹森由香、谷口繁則                                                          |
| 第14話           | （內田改造計劃）                                 | 第21–22話           | 7月7日        | 武上純希          | 後信治     | 黒田やすひろ      | 山崎輝彥 WON CHANG HEE 高橋克之                                             |
| 第15話           | （13日犯錯的天使）                               | 第48話 第36話       | 7月14日       | 筆安一幸          | 中野英明   | 中野英明          | 飯飼一幸、伊藤岳史                                                          |
| 第16話           | （開盟搖滾祭）                                   | 第49話              | 7月21日       | 猪爪慎一          | 佐野隆史   | 佐伯結子          | 荒木英樹                                                                    |
| 第17話           | （Sketch Book 樂團）                             | 第50–51話           | 7月28日       | 猪爪慎一          | 佐山聖子   | 吉原達矢 松山正彦 | 神谷智大                                                                    |
| 第18話           | （這就是男人的海柏利昂棋）                       | 第54話 3巻番外編    | 8月4日        | 筆安一幸          | 川口理恵   | 佐藤宏幸          | 永田正美                                                                    |
| 第19話           | （在社團教室裡剪髮的100種方法＆危機in校長室）    | 第46話 第64話       | 8月11日       | 筆安一幸          | 羽原久美子 | 羽原久美子        | 藤原未來夫、山崎輝彦                                                        |
| 第20話           | （要聯誼也要吐槽）                               | 第66話              | 8月18日       | 猪爪慎一          | 渡邊愼一   | 高田淳            | 小野田貴之、加藤茂、田邊謙司                                                |
| 第21話           | （御宅族男子與靈異女）                           | 第39話              | 8月25日       | 武上純希          | 中山岳洋   | 黑田やすひろ      | 中武學                                                                      |
| 第22話           | （全壘打（改））                                 | 第38話 第40話       | 9月1日        | 豬爪慎一          | 大平直樹   | 大平直樹          | 高田晃、西尾公伯、Kim yong-sik                                              |
| 第23話           | （小公主的心情非常好）                           | 第37話 8卷番外編    | 9月8日        | 筆安一幸          | 中野英明   | 中野英明          | 佐野英敏、飯飼一幸                                                          |
| 第24話           | （兄・弟）                                       | 第41話 第42話       | 9月15日       | 豬爪慎一          | 佐野隆史   | 小林浩輔          | 近藤優次                                                                    |
| 第25話           | （Switch・Off）                                  | 第43話 第44話       | 9月22日       | 豬爪慎一          | 佐野隆史   | 榎本守            | 青野厚司                                                                    |
| 第26話           | （SPIRIT DANCE）                                 | 第180話             | 9月29日       | 豬爪慎一          | 吉原達矢   | 吉原達矢          | 高田晃（總監督） 後藤圭祐                                                   |
| 第27話           | （姐姐和劣质科学）                               | 第65話 第63話       | 10月6日       | 武上純希          | 川口理恵   | 佐藤宏幸          | 山根理宏、永田正美                                                          |
| 第28話           | （榛葉道流的優雅烹飪）                           | 第102話             | 10月13日      | 豬爪慎一          | 佐野隆史   | 高田淳            | 戶田さやか、渡邊奈月 五十内裕輔                                             |
| 第29話           | （錯誤的天使再度來臨）                           | 第47話 第75話       | 10月20日      | 涼村千夏 豬爪慎一 | 佐中野英明 | 佐中野英明        | 飯飼一幸                                                                    |
| 第30話           | （扭蛋換換樂☆）                                  | 第67話 第52話       | 10月27日      | 筆安一幸          | 渡邊慎一   | 花井宏和          | 古賀誠 Kim yong-sik                                                         |
| 第31話           | （武士与服装）                                   | 第72話 第96話       | 11月3日       | 猪爪慎一          | 川口敬一郎 | 柳屋圭宏          | 斎藤里枝 宍戸久美子                                                         |
| 第32話           | （盜賊Dance與其他）                              | 第18話 第45話       | 11月10日      | 筆安一幸          | 渡邊慎一   | 小林浩輔          | 近藤優次                                                                    |
| 第33話           | （玻璃男）                                       | 第69–71話           | 11月17日      | 涼村千夏          | 羽原久美子 | 羽原久美子        | 西尾公伯 佐野英敏                                                           |
| 第34話           | （姊姊 為研究所的浪漫加油）                      | 第55話 第73話       | 11月24日      | 武上純希          | 川口理惠   | 佐藤宏幸          | 高田晃（總監督） 永田正美                                                   |
| 第35話           | （謎題戰士解謎男）                               | 第53話 第121話      | 12月1日       | 筆安一幸          | 佐野隆史   | 高田淳            | 中武学（總監督） 後藤圭祐（総監督） KAT、小野田貴之                         |
| 第36話           | OGRESS （OGRESS）                                | 第56–58話           | 12月8日       | 筆安一幸          | 吉原達矢   | 榎本守            | 渡邊奈月                                                                    |
| 第37話           | （薰風）                                         | 第59–62話           | 12月15日      | 筆安一幸          | 吉原達矢   | 柳屋圭宏          | 青野厚司、門智昭                                                            |
| 第38話           | （玩偶裝大作戰）                                 | 第76–77話           | 12月22日      | 武上純希          | 渡邊慎一   | 北条史也          | 山本真嗣                                                                    |
| 第39話           | （壞掉了 特別的…新年）                           | 第91話              | 2012年 1月5日 | 猪爪慎一          | 渡邊慎一   | 小林浩輔          | 近藤優次                                                                    |
| 第40話           | （監聽布魯斯）                                   | 第74話              | 1月12日       | 猪爪慎一          | 大平直樹   | 大平直樹          | 佐野英敏、中屋了                                                            |
| 第41話           | （VS學生會!為Battle Q 杞憂的稀有男）             | 第113話 第144話     | 1月19日       | 筆安一幸          | 川口理恵   | 篠幸裕            | 西山忍、飯飼一幸                                                            |
| 第42話           | （百香成為舞台女演員的道路）                     | 第99話 第78話       | 1月26日       | 涼村千夏          | 佐野隆史   | 佐々木真哉        | 栗林学                                                                      |
| 第43話           | （害羞的女孩）                                   | 第79–80話           | 2月2日        | 武上純希          | 渡邊慎一   | 渡邊慎一          | 後藤圭祐（總監督） 佐野惠理、つなきあき 高橋賢、竹森由佳、出野喜則          |
| 第44話           | （多褔糖）                                       | 第105話             | 2月9日        | 武上純希          | 羽原久美子 | 羽原久美子        | 西尾公伯                                                                    |
| 第45話           | （悄悄話耳機指導姐姐）                           | 第108話 第93話      | 2月16日       | 筆安一幸          | 玉川真人   | 駒屋健一郎        | 古賀誠、山本真嗣 都竹隆治、竹上貴雄                                         |
| 第46話           | （Happy Birthday 前編）                          | 第81–83話           | 2月23日       | 豬爪慎一          | 佐野隆史   | ふじいたかふみ    | 戶田さやか 渡邊奈月                                                         |
| 第47話           | （Happy Birthday 後編）                          | 第84–86話           | 3月1日        | 豬爪慎一          | 佐野隆史   | 小林浩輔          | 中武學（総監督） 近藤優次                                                   |
| 第48話           | （Happy Rebirthday）                             | 第87–90話           | 3月8日        | 豬爪慎一          | 吉原達矢   | 吉原達矢          | 青野厚司、戶田さやか、川島勝 藤伝博、吉原達矢 阿部可奈子（監督補）          |
| 第49話           | （傑奈西斯世界錦標賽）                           | 第122–123話         | 3月15日       | 筆安一幸          | 川口理恵   | 徳本善信          | 飯飼一幸 大橋圭                                                             |
| 第50話           | （願為你做任何事 主人）                          | 第94話 第101話      | 3月22日       | 武上純希          | 大平直樹   | 町谷俊介          | 高田晃（総監督） 鈴木勘太 Kim yong-sik                                      |
| 第51話           | （相見的喜悅）                                   | 第92話 第97話       | 3月29日       | 豬爪慎一          | 上村泰     | 上村泰            | 中武学、後藤圭祐（総監督） 渡邊奈月 戸田さやか 門智昭、五十內裕輔（監督補） |
| 第52話           | （傲嬌雙馬尾女孩）                               | 第128-129話         | 4月5日        | 豬爪慎一          | 川口敬一郎 | 駒屋健一郎        | 中武学（總監督） 古賀誠 大城美幸                                            |
| 第53話           | （獻給小麻的溫柔之曲）                           | 第95話 第146話      | 4月12日       | 筆安一幸          | 羽原久美子 | 羽原久美子        | 後藤圭祐（總監督） 西尾公伯 岩岡優子                                        |
| 第54話           | （戳穿占卜師）                                   | 第103-104話         | 4月19日       | 武上純希          | 渡邊慎一   | 清水一伸          | 栗原學                                                                      |
| 第55話           | （臉在笑 用心在被稱為摺紙神的男人）              | 第98話 第107話      | 4月26日       | 涼村千夏          | 佐野隆史   | 小林浩輔          | 近藤優次                                                                    |
| 第56話           | （我能去後台嗎？）                               | 第124話 第127話     | 5月3日        | 豬爪慎一          | 川口敬一郎 | 野木森達哉        | 高田晃（總監督） 青野厚司 戶田さやか                                        |
| 第57話           | （You've Got a Mail）                            | 第110-112話         | 5月10日       | 涼村千夏          | 川口理惠   | 奧野耕太          | 後藤圭祐（總監督） 中武學（總監督） 向山祐治、大橋圭 金有千、永田正美       |
| 第58話           | （Stop！隱形人）                                 | 第114話 第120話     | 5月17日       | 筆安一幸          | 大平直樹   | 大平直樹          | 中屋了 Kim yong-sik                                                         |
| 第59話           | （椿和雛菊）                                     | 第116-119話         | 5月24日       | 武上純希          | 中山岳洋   | 駒谷健一郎        | 中武学（總監督） 後藤圭祐（總監督） 古賀誠、花井宏和 森悦史                 |
| 第60話           | （前進!集中精力、大家齊心協力舔舔棒棒糖學習會）  | 第126話 第169話     | 5月31日       | 村上桃子          | 上村泰     | 上村泰            | 谷口宏美                                                                    |
| 第61話           | （漫畫少女直指荒野舉行會議）                     | 第115話 第125話     | 6月7日        | 筆安一幸          | 渡邊慎一   | 小林浩輔          | 近藤優次                                                                    |
| 第62話           | （Skip!）                                        | 第131-132話         | 6月14日       | 猪爪慎一          | 佐野隆史   | 清水一伸          | 栗原学                                                                      |
| 第63話           | （修学旅行狂詩曲（School Trip Rapsody）前編）    | 第133-135話         | 6月21日       | 猪爪慎一          | 吉原達矢   | 吉原達矢          | 後藤圭祐（總監督） 青野厚司                                                 |
| 第64話           | （修学旅行狂詩曲（School Trip Rapsody）後編）    | 第136-138話 第145話 | 6月28日       | 猪爪慎一          | 中野英明   | 中野英明          | 岩岡優子 中屋了                                                             |
| 第65話           | （在意妹妹在意的那傢伙的哥哥）                   | 第142話 第174話     | 7月5日        | 涼村千夏          | 川口理惠   | 奧野耕太          | 中武學（總監督） 後藤圭祐（總監督） 飯飼一幸、鯉川慎平 向山祐治             |
| 第66話           | （彼此試探吐槽）                                 | 第155話 第143話     | 7月12日       | 村上桃子          | 上村泰     | 上村泰            | 谷口宏美                                                                    |
| 第67話           | （椿的襯衫寓意很深）                             | 第130話 第140話     | 7月19日       | 筆安一幸          | 渡邊慎一   | 丸山裕介          | 中武学（總監督） 後藤圭祐（總監督） 花井宏和                                |
| 第68話           | （Operation・Love Potion）                       | 第149-150話         | 7月26日       | 武上純希          | 羽原久美子 | 羽原久美子        | 飯飼一幸 西尾公伯                                                           |
| 第69話           | （便意天註定 來吧學生會）                        | 第109話 第141話     | 8月2日        | 猪爪慎一          | 渡邊慎一   | 清水一伸          | 栗原学                                                                      |
| 第70話           | （學生會長的最後一日）                           | 第147-148話         | 8月9日        | 猪爪慎一          | 佐野隆史   | 野木森達哉        | 中武学（總監督） 後藤圭祐（總監督） 玉川明洋                                |
| 第71話           | （天才大便生死戀）                               | 第100話 第175話     | 8月16日       | 筆安一幸          | 吉原達矢   | 吉原達矢          | 阿部加奈子 加藤照代 德田賢郎                                                |
| 第72話           | （追蹤影狼）                                     | 第152-153話         | 8月23日       | 武上純希          | 六片克俊   | 奧野耕太          | 中武学（總監督） 後藤圭祐（總監督） 川口理惠 松尾真彥 飯飼一幸              |
| 第73話           | （偷窺…自我熟知之時…）                           | 第154話 第156話     | 8月30日       | 筆安一幸          | 佐野隆史   | 守田藝成          | 中武學（總監督） 後藤圭祐（總監督） 北原章雄 花井宏和 飯飼一幸              |
| 第74話           | （Food Fight家訪！）                             | 第196話 第182話     | 9月6日        | 涼村千夏          | 中野英明   | 中野英明          | 岩岡優子、山崎輝彥、中屋了                                                  |
| 第75話           | SOLITUDE （SOLITUDE）                            | 第157話 第176-178話 | 9月13日       | 武上純希          | 上村泰     | 上村泰            | 中武學（總監督） 後藤圭祐（總監督） 谷口宏美                                |
| 第76話           | （為了建設更好的學園！！）                       | 第179話 第163話     | 9月20日       | 村上桃子          | 大平直樹   | 清水一伸          | 栗原學 關崎高明 丸山匡彥                                                    |
| 第77話（最終話） | （學園的SKET們（在那之後））                     | 原創 第167話        | 9月27日       | 豬爪慎一          | 川口敬一郎 | 野木森達哉        | 中武學（總監督） 後藤圭祐（總監督） 草間英興、青野厚司                      |
| 第EX話 （OVA）   | （煩惱因妹妹的煩惱而煩惱的哥哥的妹妹與其同伴們） | 第198話-200話       | 尚未播放      | 涼村千夏          | 沖田宮奈   | 松山正彦          | 中武學（總作画） 後藤圭佑、栗原学 青野厚司、門智昭                          |

#### 播放地區
| 播放地域       | 播放電視台   | 播放日期                     | 播放時間（UTC+9）         | 播放系列   | 延遲播放            |
| -------------- | ------------ | ---------------------------- | ------------------------- | ---------- | ------------------- |
| 關東地方       | 東京電視台   | 2011年4月7日－2012年9月27日  | 星期四 18時00分－18時30分 | 東京電視網 | 同時互聯網          |
| 北海道         | TV北海道     | 2011年4月7日－2012年9月27日  | 星期四 18時00分－18時30分 | 東京電視網 | 同時互聯網          |
| 愛知縣         | 愛知電視台   | 2011年4月7日－2012年9月27日  | 星期四 18時00分－18時30分 | 東京電視網 | 同時互聯網          |
| 大阪府         | 大阪電視台   | 2011年4月7日－2012年9月27日  | 星期四 18時00分－18時30分 | 東京電視網 | 同時互聯網          |
| 岡山縣、香川縣 | 瀨戶內電視台 | 2011年4月7日－2012年9月27日  | 星期四 18時00分－18時30分 | 東京電視網 | 同時互聯網          |
| 福岡縣         | TVQ九州放送  | 2011年4月7日－2012年9月27日  | 星期四 18時00分－18時30分 | 東京電視網 | 同時互聯網          |
| 日本全國       | AT-X         | 2011年4月13日－2012年10月3日 | 星期三 9時00分－9時30分   | CS放送     | 播放延遲六天 有重播 |

| 播放地區  | 播放電視台 | 播放日期                | 當地播放時間            | 所屬聯播網  | 備註                        |
| 第1-51集  | 第1-51集   | 第1-51集                | 第1-51集                | 第1-51集    | 第1-51集                    |
| --------- | ---------- | ----------------------- | ----------------------- | ----------- | --------------------------- |
| 臺灣      | Animax     | 2012年9月20日－11月29日 | 星期一至五 19:30－20:00 | 有線電視    | 含中文配音 有重播時段       |
| 臺灣      | Animax HD  | 2015年7月13日－9月1日   | 每天20:30－21:00        | 中華電信MOD | 含中文配音 有重播時段       |
| 香港      | Animax     | 2012年9月12日－11月21日 | 星期一至五 22:00－22:30 |             |                             |
| 第52-77集 |            |                         |                         |             |                             |
| 臺灣      | Animax     | 2013年7月13日－8月7日   | 每天20:30－21:00        | 有線電視    | 中文配音部分洗牌 有重播時段 |
| 臺灣      | Animax HD  | 2015年9月2日－9月27日   | 每天20:30－21:00        | 中華電信MOD | 中文配音部分洗牌 有重播時段 |
| 香港      | Animax     | 2013年6月5日－7月10日   | 星期一至五 22:00－22:30 |             |                             |

## 氦氣騷動
在《週刊少年JUMP》2009年42號刊載的第105話中，故事有角色們從液化氣瓶直接吸入氦氣的描寫；不過，由於吸入氦氣有可能會缺氧，甚至窒息而死，因此內容受到讀者投訴。《週刊少年JUMP》編輯部在2009年44號140頁的本作品封面和JUMP官方網站發出為此道歉，作者本人也在單行本12卷105話修改有關畫面，並在話末記事向讀者致歉。

## 外部連結
- 週刊少年Jump 官方網站（页面存档备份，存于） （日語）
- 集英社VOMIC漫畫的網頁-VOMIC- - 『SKET DANCE』 集英社VOMIC内紹介網頁（日語）
- SKET DANCE 動畫官方網站 （页面存档备份，存于）（日語）
- SKET DANCE東京電視台網站（页面存档备份，存于）（日語）

| 第54回 平成20年度   |
| 《四葉遊戲》 安達充 |

| 第55回 平成21年度       |
| 《SKET DANCE》 篠原健太 |

| 第56回 平成22年度   |
| 《高球王》 佐佐木健 |